# Kondás Elemér
Kondás Elemér (Szikszó, 1963. szeptember 11. –) magyar labdarúgó, hátvéd, edző.

## Pályafutása
Középiskolai tanulmányait Miskolcon végezte, a II. Számú Ipari Szakközépiskola (ma: Kandó Kálmán Szakközépiskola) tanulója volt. Harminc éves koráig Borsod-Abaúj-Zemplén megyében futballozott.
Éveken keresztül a Kazincbarcikai Vegyész csapatkapitánya. Pályára lépett abban a kazincbarcikai csapatban, amellyel szemben az akkori egyedi szabályozás szerint osztályozó mérkőzéseken a Bp. Honvéd csak nagyon erős bírói segédlettel tudta megőrizni első osztályú tagságát a KVSE ellen. A Vác ellen 1991-ben kupaelődöntőt játszhatott.
1993-től 1995-ig a Debreceni VSC játékosa volt, 1994–1995-ben kettős játékengedéllyel játszott, másik együttese a KCFC-Hajdúszoboszló. 1995 és 1998 között a KCFC-Hajdúszoboszló játékosa, eközben 1997-ben egy meccs erejéig labdába rúgott a Békéscsaba együttesében is.
1998-ban Tiszafüredről igazolt a Püspökladányhoz. 1999 elejétől a Kabai Meteorit játékosa lett. 2000-ben a Rakamaz szerződtette. 2001 nyarától a Hajdúdorogban szerepelt. Az év végén szívritmus problémái miatt befejezte játékospályafutását.
NB I
- játszott mérkőzések: 25
- rúgott gólok: 4

NB II
- játszott mérkőzések: 26
- rúgott gólok: 1

## Edzőként
1998 októberében a Püspökladány megbízott edzője volt. 1999 áprilisától szeptember végéig a Kabai Meteorit játékos-edzője volt. Még játékos pályafutása alatt kezdett a debreceni utánpótlásban tevékenykedni. 2002-től Szentes Lázár pályaedzője volt a DVSC-ben. 2004 novemberétől a Létavértes csapatát bízták rá. 2007 nyarán vette át a DVSC II irányítását. 2011-től 2016-ig öt éven át irányította a Debreceni VSC csapatát. Ez idő alatt két bajnoki címet, egy bronzérmet és két Magyar Kupát nyert a Loki. Összesen 162 bajnoki találkozón vezette a csapatot, ami a legtöbb a DVSC történetében. 2016 júliusában lemondott a posztjáról.
2017 tavaszán a Debrecen U16-os csapatáért felelt. 2017 nyarától a Kisvárda trénere lett. 2019 júliusában a harmadosztályú Debreceni EAC szakmai igazgatója és vezetőedzője lett. 2019 decemberében a másodosztályban szereplő ETO FC Győr élére nevezték ki Boér Gábor utódjául. 2020 júniusában ismét a DVSC vezetőedzője lett,de a csapat vele együtt kiesett a másodosztályba,ahol a gyenge tavaszi folytatás miatt 2021 februárjában menesztették.
A 2021-2022-es szezon megelőzően a másodosztályba kiesett Diósgyőri VTK vezetőedzője lett. 2022 április 8-án a klubja felmentette a posztjáról.

## Legjobb eredményei
Magyar kupa
- 1993/1994 negyeddöntő (Debreceni VSC)

NB I
- 1994/1995 3. helyezés (Debreceni VSC)

NB II
- 1995/1996 2. helyezés (KCFC-Hajdúszoboszló)

### Edzőként
NB I
- 2011–2012: bajnok (Debreceni VSC)
- 2013–2014: bajnok (Debreceni VSC)

Magyar kupa
- 2011–2012: győztes (Debreceni VSC)
- 2012–2013: győztes (Debreceni VSC)

## Statisztika
Edzőként
| Csapat        | –tól              | –ig               | Statisztika | Statisztika | Statisztika | Statisztika | Statisztika | Statisztika | Statisztika | Statisztika |
| Csapat        | –tól              | –ig               | M           | GY          | D           | V           | RG          | KG          | GK          | GY %        |
| ------------- | ----------------- | ----------------- | ----------- | ----------- | ----------- | ----------- | ----------- | ----------- | ----------- | ----------- |
| Debreceni VSC | 2011. április 20. | 2016. július 25.  | 266         | 143         | 62          | 61          | 507         | 273         | +234        | 53,7%       |
| Kisvárda FC   | 2017. július 1.   | 2018. július 30.  | 40          | 22          | 9           | 9           | 70          | 48          | +22         | 55%         |
| Győri ETO FC  | 2019. december 3. | 2020. március 29. | 9           | 3           | 2           | 4           | 11          | 13          | -2          | 33%         |
| Debreceni VSC | 2020. június 7.   | 2021. február 16. | 29          | 17          | 8           | 4           | 62          | 26          | +36         | 58%         |
| Összesítve    | Összesítve        | Összesítve        | 344         | 185         | 81          | 78          | 650         | 360         | +290        | 53,7%       |

Csak bajnoki mérkőzés számítva

## Díjai, elismerései
- Bay Béla-díj (2014)[22]